# هاوجينغ

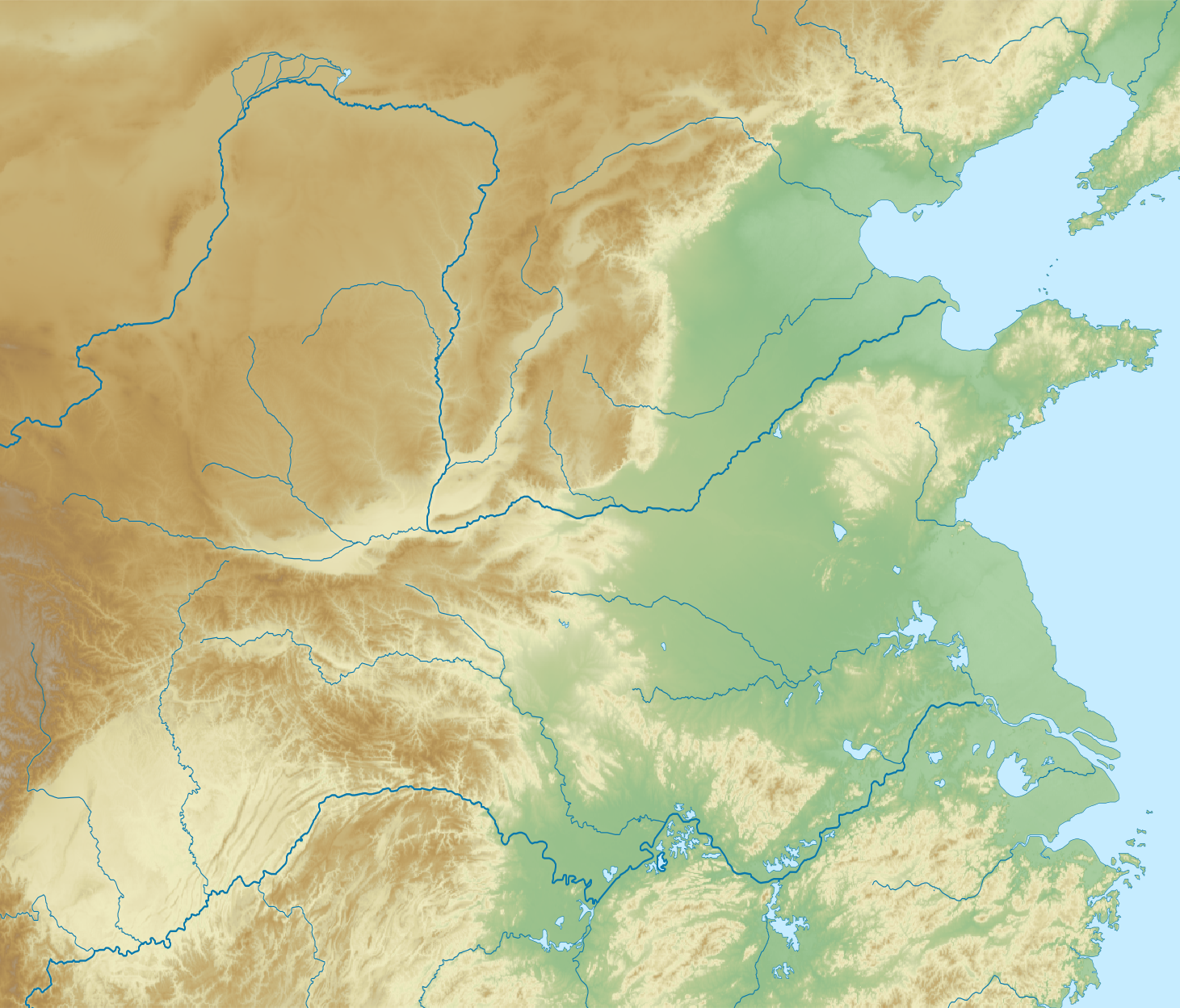
موقع هاوجينغ في شمال الصين

هاوجينغ أو هاو الغربية أو فنغهاو كانت واحدة من العواصم الصينية القديمة، وعاصمة لأسرة زو الغربية من سنة 1066 ق م وحتى 771 ق م وكانت بالإضافة لمدينة فنغ تشكل منطقة تعرف باسم فنغهاو وكانتا توجد حول ضفة نهر فنغ، وتشير الأطلال حاليا إلى أنها تقع في مدينة شيان بمقاطعة شنشي وظلت فنغ عاصمة الطقوس ومقبرة ملوك تشو بينما كانت هاوجينغ مركزا للحكومة حتى سقوطها في يد بدو الكوارونغ في سنة 771 ق م مما شكل هذا نهاية لعصر زو الغربية والإعلان عن زو الشرقية (771ق.م وحتى 255ق.م) وإعادة تأسيسها في مدينة لويانغ ظلت زو الشرقية ضعيفة وإنقسمت فترة حكمها إلى فترتين فترة الربيع والخريف والممالك المتحاربة وظلت كذلك حتى حروب تشين للتوحيد وإعلان قيام سلالة تشين سنة 222 ق م.

## الإستشهادات
1. ↑  سجلات المؤرخ الكبير
2. ↑  جامعة المحيط الهادي
3. ↑  اللفيفة الثالثة من حوليات تشانغآن التي فسرها هوانغفو في كتاب الملوك
4. ↑  زينغ زو كتاب الطقوس